# Canal de Thuir

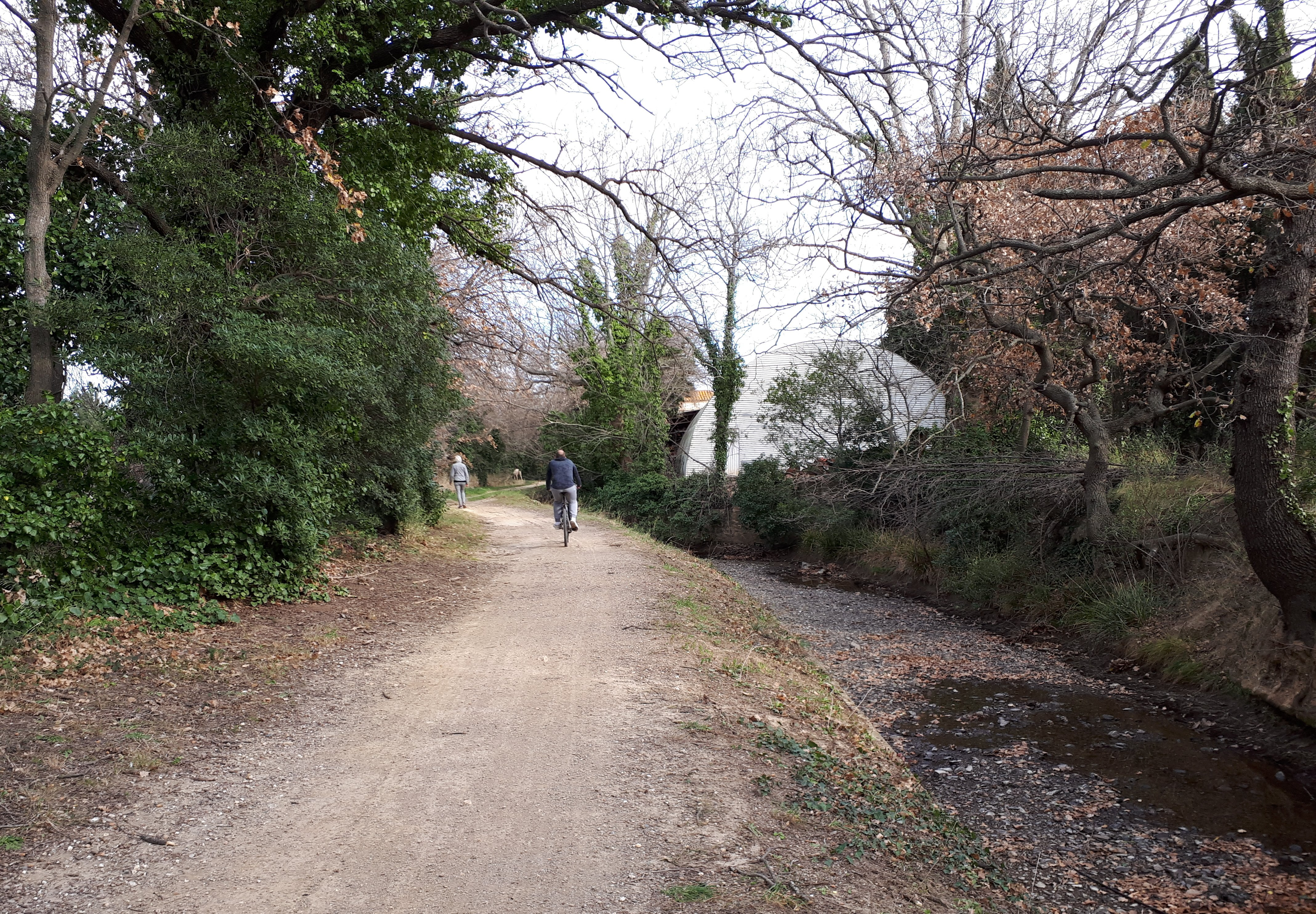
Canal de Perpignan

Le canal de Thuir, ou canal royal de Thuir, est un canal d'irrigation reliant le fleuve Têt à Thuir, dans le département français des Pyrénées-Orientales. Après Thuir, il rejoint le canal de Perpignan.